# 沈阳市图书馆
沈阳市图书馆是辽宁省沈阳市的一所大型公共图书馆，建筑面积共计4万余平方米，其前身為清朝末期始建的奉天图书馆。奉天图书馆是中国东北地区首个近代公共图书馆。也是继湖南、湖北、浙江、直隶图书馆後，中国第五家近代公共图书馆。

## 历史

### 清末建馆
沈阳市图书馆的前身是建于清朝末年的奉天图书馆。1906年（光绪三十二年），清廷废除科举，改立新学。盛京将军赵尔巽特请张鹤玲出任首任奉天提学使，主持新学教育。张鹤龄有感日俄战争“战乱虽平，疮痍未复，典籍散佚，少有存者”，遂向赵尔巽奏请设立省城图书馆。张鹤龄的主张得到了赵尔巽在财政方面的支持。後者拨银款五千两，资助创建图书馆。在近半年的筹划後，张鹤龄决定在定小南门里宗人府胡同汉军正黄旗第三佐领程牛录官厅旧址建馆。张还在同年夏天特别聘请陈炳焕为馆长。1907年6月，开始动土建馆，具体包括在程牛录官厅前操场空地新建一栋西式大楼作为藏书室及阅览室，同时翻修官厅原有房屋供图书馆使用。9月，由于奉天省新设承宣厅没有办公之地，即将完工的新楼被改为承宣厅办公之处（也有说是改为左参赞住署），图书馆也被迫换到大南门里提学司署前，重新建馆。为此张鹤龄又呈请拨银一万两。1908年4月，图书馆大楼完工，馆体包括楼房15间，平房15间，门房3间，罩亭3座，影壁1道，花墙一道，院墙54丈。
1908年7月，图书发售室对外开放。10月4日，图书馆阅览室开放，投入使用，名为奉天省城图书馆 。图书馆内包括贮书室、阅览室、图书发售室和陈列室。当时图书馆为独立机构。由于经费缺乏，张鹤龄将前省学堂及前学务处购办的书籍全部收入图书馆，作为首批馆藏。同时，为了丰富馆藏书籍，张鹤龄还向清廷申请了五千两银，以购买图书。他委派陈炳焕南下各省采购各类书籍，包括各类官私书局刻印图书、古籍善本以及外国科学书籍。陈炳焕花费数月时间，到湖南湖北苏杭上海等地采办图书，耗资超过七千两。此外，商务印书馆、南洋官书局等48家书局也向陈炳焕捐赠图书，总数达到1664种。馆内不仅陈列各类书籍以供借阅，也有图书发售室负责订购售卖各类图书。图书馆章程规定，13岁以上者皆可借阅图书，但必须先购买阅读券。而官立或私立学堂的教职工和学生则可以免费入馆阅读。
1909年（宣统元年）8月，陈炳焕被选为湖南省谘议局常驻议员，辞去馆长职务。新任奉天提学使卢靖将图书馆迁到东华门路南官房（清丈公所院内，现沈河消防队对面）的女子美术学校，同时停止图书发售业务，只开放图书阅览。图书收藏方面，转为以收藏奉天省本省书籍文献为主，同时开始档案学收集，备存当时的官私政要纪事、地志舆图、统计报告、法令规制、章程表册等等。

### 中华民国与满洲国时期
1912年，清帝退位，中华民国成立。奉天图书馆也修改馆章，增设了儿童阅览室、图书外借业务（须登记身份并交纳保证金）以及巡行文库（在茶楼、酒肆、学校、旅馆等地方设立，供人免费阅览）。此后图书馆曾多次迁址改名。1914年1月，奉天图书馆改由教育司兼管。1916年5月，奉天图书馆改名为奉天公立图书馆。6月，迁入大东关大什字街路南。1923年8月，奉天市成立市政公所，将图书馆划归市政公所管理，改称奉天市立图书馆。1924年9月，图书馆重新归入教育厅管理，同时改名为奉天省立图书馆。1929年6月，再次改名为辽宁省立图书馆。
1928年，张学良主政东三省，东北的经济、文化建设进入一个高峰期。1929年7月，时任馆长卞鸿儒对图书馆馆舍进行了大规模修葺改建。此外亦大规模增订各类期刊杂志报纸，购入各类图书。1929年下半年至1930年上半年间，阅览人数达2.6万人次，每日阅览人数最高超过300人次。此外图书馆还编辑刊印各类馆藏书籍目录，方便读者查找。1930年9月，图书馆馆刊创刊。
1931年九一八事变後，沈阳沦陷，图书馆被日军占领。1932年初起一度闭馆2个月。1938年，图书馆被奉天市接管，改称奉市立沈阳市图书馆。
抗日战争结束後，日军撤离前曾经破坏图书馆馆舍。日本无条件投降後，图书馆被国民政府接管。1945年，图书馆改名为沈阳市立图书馆。1946年12月，图书馆从大东关大什字街路南迁到大南门内的满铁奉天公所内。1947年5月15日，开始开放普通阅览室和新闻杂志阅览室，12月开放儿童阅览室。1948年9月，辽沈战役开始，图书馆闭馆。11月2日，中国人民解放军攻下沈阳，成立沈阳人民政府，接管沈阳市图书馆。1949年3月11日，图书馆重新开馆，改名为沈阳人民政府图书馆。

### 中华人民共和国时期

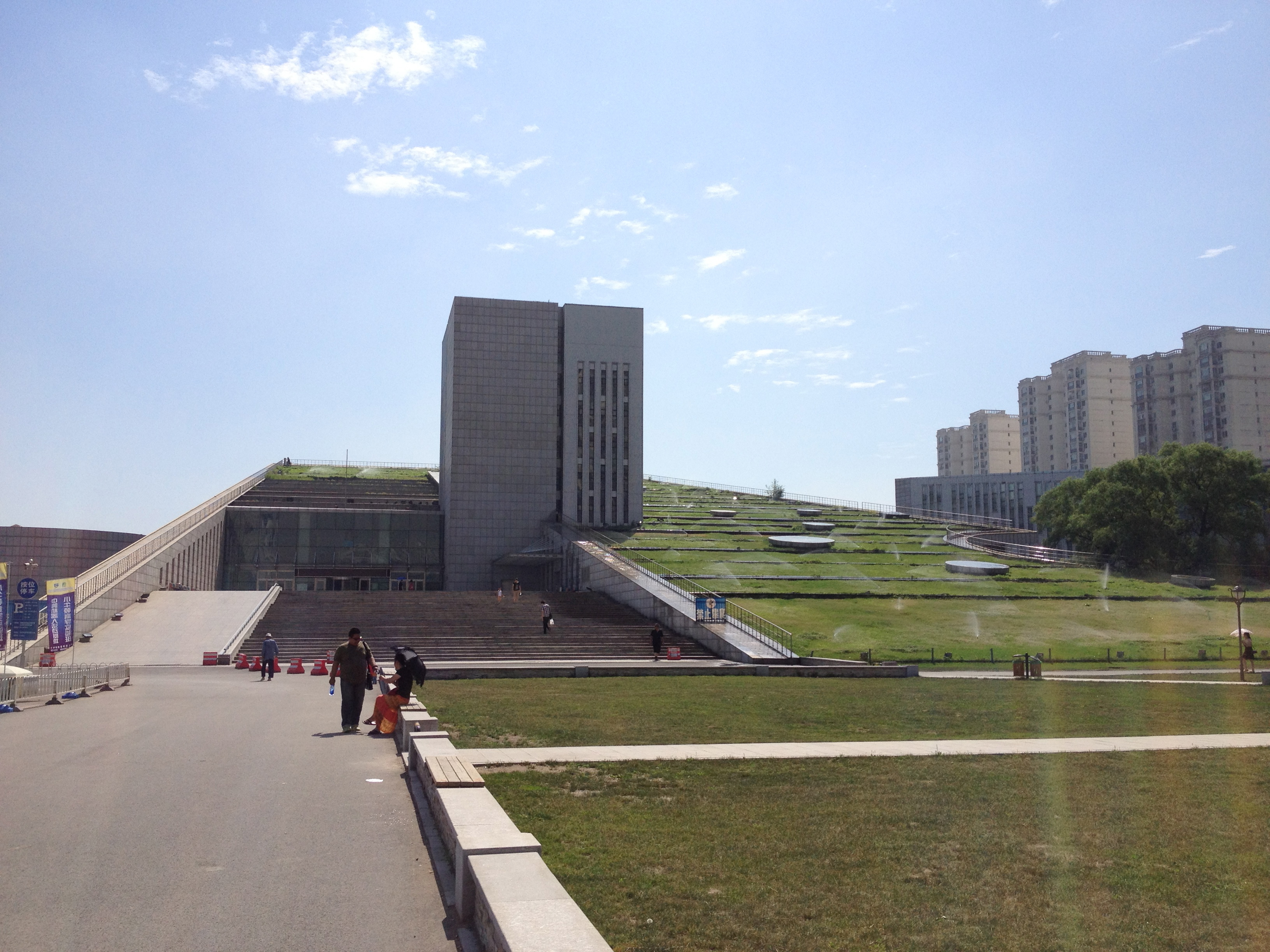
沈阳市图书馆采用草坪屋面

1949年10月，中华人民共和国成立。1950年，沈阳人民政府图书馆成为沈阳市文教局直属单位，同时改名为沈阳市人民图书馆。1952年，在铁西区兴顺街八马路建立铁西分馆。此外，效仿以往的巡行文库的做法，成立了流动图书站，用三轮车搭载各种图书报章流动巡回，供各地人士阅读。1953年沈阳市文化局成立，图书馆改为文化局直属单位，同时改名为沈阳市图书馆。这一时期的沈阳市图书馆大幅扩张，接收了儿童分馆、东北图书馆附属工人图书馆等图书馆，藏书量大增。1957年起，沈阳市图书馆开始采用《东北图书馆图书分类法》。同年铁西分馆独立，成为铁西区图书馆。1961年，沈阳市图书馆开始订阅外文期刊。1962年8月起，由于图书数量增加，面积不够，图书馆进行了扩建，增加了二楼阅览室，馆舍使用面积增加了3900平方米，阅览座席增加了130个，书库面积增加了145平方米。1965年起，每周定期向市文化宫、工人俱乐部、工人文化宫的服务站提供图书借阅服务。10月，儿童分馆独立。
1966年6月，随着文化大革命爆发，图书馆被迫闭馆。1969年沈阳市文教局成立，沈阳市图书馆被划为文教局直属单位，名字一度改回沈阳市人民图书馆。1970年1月1日起重新开馆。1972年，儿童阅览室独立为少年儿童图书馆，但仍属沈阳市图书馆。1972年12月，革命委员会对馆藏图书进行审查清理（清书）。1975年，图书馆开始采用《中国图书馆图书分类法》（第一版）。同年展开向人民送书运动，向各乡各村公社图书馆送书。
1978年，文革结束。图书馆再次对馆藏图书进行清点整理。同年和辽宁省图书馆、北京图书馆建立了馆际互借关系。科技部开设了检索工具书室。经过清点整理後，馆藏的33种书籍被中国国家文物局认定为善本图书。
八十年代後，随着馆藏图书数量越来越大，原来的馆舍难以容纳。1986年的一次读者座谈会上，首次有人提出新建馆舍的想法。1987年，沈阳市政府开始着手研究新建图书馆事宜，并选定市政府广场北侧沈河区北京街5号作为新馆址。1991年，新馆建成，建筑面积达到1.16万平方米，可容纳1500人。2000年后，随着馆藏图书数量进一步增加，再次出现面积不足，难以容纳的情况。2004年，新馆在沈河区青年大街205号科普公园内动工，2005年建成，建筑面积达4万平方米，6月1日正式开始投入使用。
2016年，沈阳市图书馆实现了全自助化和区县（市）级图书馆通借通还（包括：和平区图书馆、沈河区图书馆、大东区图书馆、皇姑区图书馆、铁西区图书馆、苏家屯区图书馆、浑南区图书馆、沈北新区图书馆、于洪区图书馆、辽中区图书馆、新民市图书馆、康平县图书馆、法库县图书馆）。

## 馆藏图书
奉天图书馆开馆时，据当时《盛京时报》的报道，有“中国新旧书籍数千种，东文书数千种，西文书数百种，各种物理化器械标本靡不俱全” 。开馆时将馆藏图书分为八类。第一类为御制、经学；第二类为宗教、哲学、教育；第三类为文学、语学；第四类为历史、传记、地理、纪行；第五类为国家学、法律、经济、社会、统计；第六类为数学、理学、医学；第七类为工学、兵学、美术诸艺、产业；第八类为类书、丛书、随笔、杂书、杂志、报纸。1930年时，馆藏图书杂志总量超过9万册。据2005年底的统计数据，沈阳市图书馆共有藏书183万册。

### 古籍

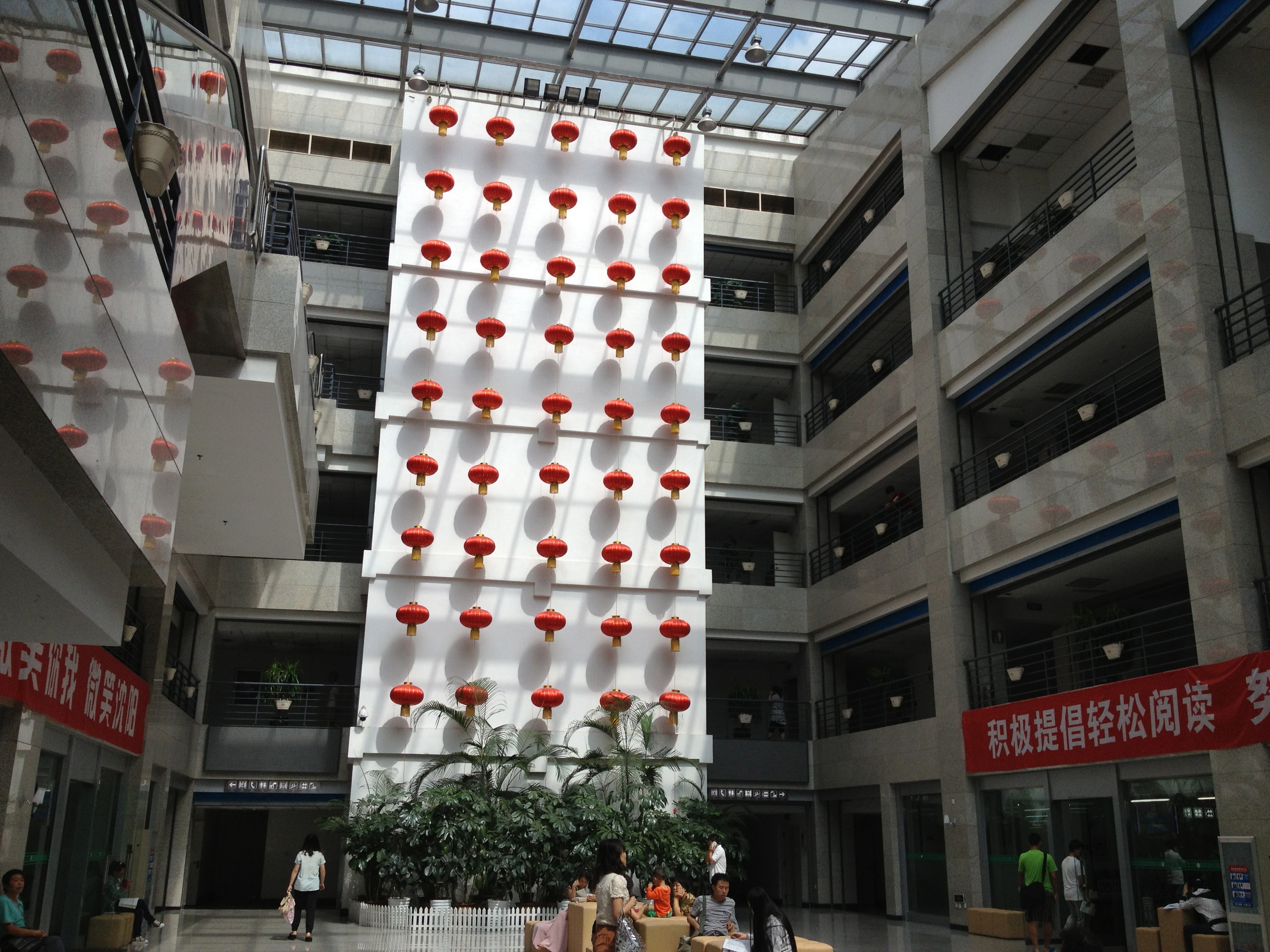
沈阳市图书馆内景

馆藏古籍之中，以明清代汇刻丛书和史料较为齐全。汇编有《四部丛书》、《古今图书集成》、《四库全书珍本》等百余套，其中不乏善本。史书古籍包括多个版本的《二十四史》以及清末吴廷燮抄写本《明实录》。吴廷燮是近代明清史学家，曾担任任《清史稿》总篡，并参加了多部史书编写。吴廷燮曾任清朝内阁法制院参议、署副使、弼德院参议。民国后任北京政府政事堂主计局（後改名为国务院统计局）局长。由于吴廷燮身居要职，有能力接触到清廷内阁大库中的明清朝机密档案。从1910年起，吴廷燮开始来往内阁，抄录明朝各帝实录。至1928年（民国十七年）为止，吴廷燮共抄录得四十二函，二百五十六册。1929年底，吴廷燮将抄本捐献给当时的辽宁省立图书馆。文化大革命後，各地开始整理古籍善本，吴廷燮的抄写本得以重见天日，于1978年被发现。吴廷燮本《明实录》抄录时间早于先前已知的台湾历史语言研究所校勘内阁本，且更为完善，是具有重要价值的一部明朝史料长编，被认为是沈阳市图书馆的“镇馆之宝”。

### 档案资料
近代档案史料方面，有1912年至1948年间的满洲国政府公报，此外还有辽宁、吉林、黑龙江三省的地方文献档案共计25794种。馆内还完整系统地保存了1949年後辽宁、沈阳的政治、经济、文化、教育、科学等有关的资料。

### 外文资料
馆藏的外文资料包括美国《化学文摘》、日本《特许公报》以及日本神奈川赠书会征集捐赠的日文原版图书三万余册。

## 人员架构

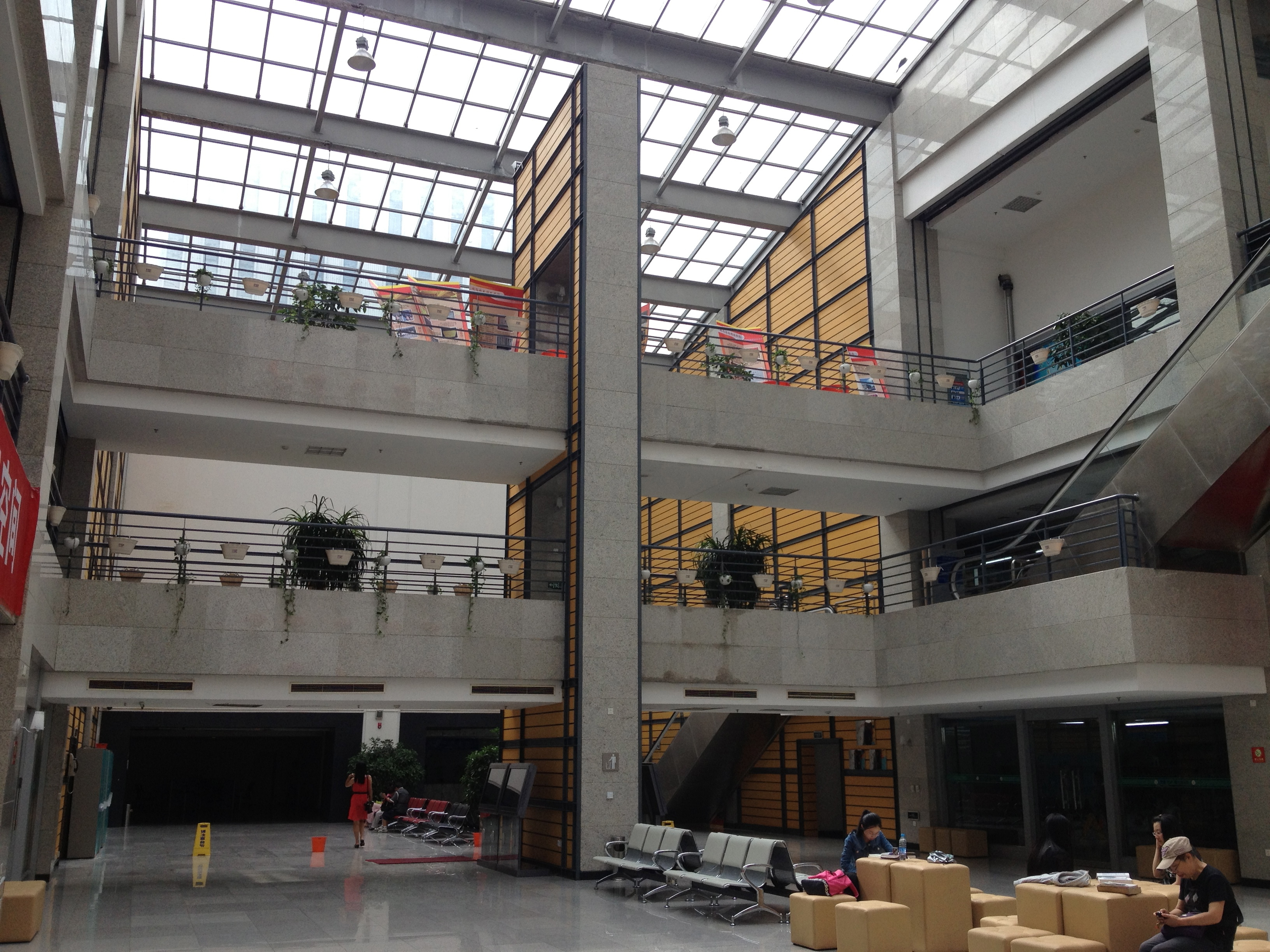
沈阳市图书馆内景

奉天图书馆最初由时任奉天提学使张鹤龄创立，特聘陈炳焕为图书馆总理（馆长）。其下设立庶务1人；管理兼编次1人；会计兼掌案1人；书记2人；司书2人；司阅览室2人；司发售室、陈列室3人。另设工役13人。1909年8月，陈炳焕辞职赴湖南任咨议局议员。新任提学使卢靖裁减人员，取消了图书馆长一职，改由学务公所的图书科兼管，由图书科长谢荫昌兼里图书馆事务。
1913年3月，图书馆归属教育司，由教育司委派戴裕忱为馆长。9月，孙鼎元出任馆长。1914年10月，图书馆又划归教育部社会教育司管辖，委社会教育司第二科科长孙世昌、杨成能为馆长。 1916年5月，由于图书馆门前发生炸弹袭击张作霖的事件，馆长孙世昌辞职。受炸弹案牵连，同年6月，图书馆迁至城外大东区大什字街口路南，前翰林院侍讲学士世荣为馆长。1919年2月，世荣辞职，省公署教育科主任恩格暂时兼任馆长。9月，省教育厅成立，厅长谢荫昌派科员孙振棠为馆长。 1921年4月，改为委任徐续生为馆长。1929年7月1日，卞鸿儒出任馆长。1931年3月1日，卞鸿儒辞职，刘德成出任馆长。
1932年起，因经费严重不足，只留馆长一人，勤杂二人，图书馆亦闭馆。3月1日，刘德成辞职，市政公署派教育处二科图书股长牛德山代理馆长。4月30日，牛德山辞职，李毅出任馆长。7月10日，李毅因病辞职，李文宝出任馆长。1938年片冈宪三出任馆长。1942年太平洋战争爆发，图书馆再度闭馆。
抗战结束後，1946年7月吴奚真出任馆长。1947年12月，曾希哲出任馆长。1948年6月辞职。1948年起，设立总务、阅览、采编、特藏、研究辅导五组机构。
辽沈战役後，图书馆闭馆。11月2日，解放军进驻沈阳，韩子杨、厉勉先后任市图书馆馆长。11月起，王殿礼接管沈阳市图书馆，筹备开馆事宜。1949年3月，沈阳市图书馆重新开馆，由李维周出任副馆长，主持馆务工作。
1970年，沈阳市图书馆革命委员会接管图书馆，设立办事组和业务组，分别负责后勤馆务以及业务指导、本馆图书审查和采编等任务。馆内各个机构分别是：政工组、办事组、业务组、采编室、资料室、借阅室、儿童阅览室。
1983年5月，李绍平接替金兰英出任馆长。1987年罗也平出任馆长。2004年杨学义任馆长。 
截至2013年，沈阳市图书馆下设四个办公室：综合办公室、业务办公室、行政办公室、分馆办公室，又设有采编部、外借部、报刊部、典藏部，以及信息咨询部、地方文献部、社会培训部，另设有数字化中心和网络技术部。
现任馆长是郑庆伟，党委书记是陈晶，副馆长：陈晶、程笑君、周佳兵。